# Катастрофа Ил-12 в Магдагачах (1957)
Катастрофа Ил-12 в Магдагачах — авиационная катастрофа самолёта Ил-12П компании Аэрофлот, произошедшая в среду 7 августа 1957 года в аэропорту Магдагачи, при этом погиб 1 человек.

## Самолёт
Ил-12П с заводским номером 93013415 и серийным 34-15 был выпущен заводом «Знамя Труда» (Москва) 24 мая 1949 года. Авиалайнер получил бортовой номер СССР-Л1828 и был передан Главному управлению гражданского воздушного флота, которое в свою очередь направило его в 198-й (1-й Хабаровский) авиаотряд Дальневосточного территориального управления гражданского воздушного флота. Общая наработка самолёта составляла 8489 лётных часов.

## Экипаж
- Командир воздушного судна — Климов Б. П.
- Второй пилот — Аржанов Г. Ф.
- Бортмеханик — Могутный В. С.
- Бортрадист — Сергеев И. С.
- Стюардесса — Ерёмина В. С.

## Катастрофа
Борт Л1828 выполнял пассажирский рейс 554а из Иркутска в Хабаровск с первой промежуточной посадкой в Магдагачах. Всего в самолёте находились 5 членов экипажа и 12 пассажиров. Ночью в 17:55 следующий на эшелоне 1800 метров рейс 554а вошёл в зону аэропорт Магдагачи. Небо в это время было затянуто слоисто-дождевыми облаками с нижней границей 600 метров и отдельными разорвано-дождевыми облаками с нижней границей 330 метров, шёл умеренный дождь, а видимость составляла 3000 метров. Руководитель полётов дал указание экипажу выходить на ДПРС на высоте 700 метров. Когда с самолёта доложили о визуальном пролёте ДПРС, то было дано разрешение выполнять заход на посадку по схеме с курсом 133°. Также экипаж был предупреждён, что на курсе 313° будет сильно сносить влево из-за северо-восточного ветра (30° 7—8 м/с). Самолёт совершил нормальный заход по схеме, после чего на установленной высоте 200 метров вышел на ДПРС. После доклада с борта о наблюдении полосы, диспетчер дал разрешение на посадку.
Однако затем экипаж начал допускать ошибки и нарушения в технике пилотирования. Так БПРС был пройден на высоте 100 метров, что на 30 метров выше установленного, а упреждение на снос взято неправильно, из-за чего авиалайнер оказался на линии огней высокой интенсивности. Помимо этого, вертикальная скорость снижения была превышена и доходила до 10—11 м/с. При прохождении высоты 40 метров были выпущены щитки и включены фары, когда второй пилот Аржанов предложил прервать заход на посадку и уходить на второй круг, но командир Климов не стал прерывать снижение. Затем в 500 метрах от БПРС Ил-12 врезался передней опорой шасси в пятиметровый столб ОВИ, после чего, теряя скорость, последовательно врезался кабиной пилотов и центропланом ещё в 7 столбов, прежде чем остановился на поле. Его передняя стойка была подломлена, а кабина пилотов сильно повреждена, при этом оба пилота получили тяжёлые ранения, в результате которых командир экипажа погиб. Остальные люди на борту не пострадали.

## Причины
Причиной катастрофы, по версии следственной комиссии, послужили грубые ошибки и нарушения командира экипажа в технике пилотирования во время выполнения захода на посадку. Эти нарушения отчасти были вызваны снижением видимости, так как стёкла кабины были залиты дождём. Руководитель полётов в тот момент находился не на старте, а на стартовом командном пункте с противоположным курсом посадки, так как на старте и КДП перед прибытием рейса 554а отказала УКВ-связь.
Факторами, которые сопутствовали катастрофе, комиссия назвала отсутствие необходимого порядка в Магдагачинском аэропорту в руководстве полётами, а также различные недостатки и нарушения в лётной подготовке командира экипажа Климова. При этом отмечалось, что Климов был недисциплинированным, а при аттестациях показывал плохие результаты в технике пилотирования, из-за чего снимался с лётной работы. Также когда диспетчер передавал экипажу условия посадки, то он не указал высоту облачности и видимость, а экипаж в свою очередь не потребовал от него этих данных.

### Комментарии
1. ↑  Здесь и далее указано Московское время (UTC+03:00).